# 峇贡水电站
巴昆水电站位于马来西亚砂拉越州加帛省布拉甲县的拉让江支流巴鲁伊河，装机240万千瓦，是马来西亚最大的水坝，也是世界第43高混凝土面板堆石坝。电站主体土建工程由中国水电集团和马来西亚组成的马中水电联营体承建。